# Johann Stapfer (Theologe)
Johann Stapfer, auch Johannes Stapfer (* 27. Dezember 1719 in Trub; † 21. Oktober 1801 in Bern) war ein Schweizer evangelischer Geistlicher und Hochschullehrer.

## Leben

### Familie
Johann Stapfer entstammte der Berner Theologenfamilie Stapfer. Er war der Sohn von Johannes Stapfer (* 5. Oktober 1677 in Brugg; † Dezember 1730), Pfarrer in Trub und Münsingen und dessen Ehefrau Elisabeth (* 1681 in Zofingen; † 1761), Tochter von Hans Rudolf Ringier (1651–1701), Bäcker und Wirt des Gasthauses «Zum Ochsen» in Zofingen; zu seinen sechs Geschwistern gehörten unter anderen:
- Johann Friedrich Stapfer, Theologe;
- Albrecht Stapfer (* 12. Oktober 1722 in Trub oder Münsingen; † 3. März 1798 in Mett bei Biel), Pfarrer;[1]
- Daniel Stapfer (* 6. Februar 1728 in Brugg; † 1807), Helfer in Brugg, Pfarrer in Murten und Pfarrer am Berner Münster. Sein Sohn war der spätere Gesandte in Paris Philipp Albert Stapfer.

Johann Stapfer war zeitlebens unverheiratet.

### Werdegang
Nach seinem Theologiestudium an der Hohen Schule in Bern wurde er 1745 ordiniert und betreute als Pfarrer eine Gemeinde in Aarburg.
Er wurde 1756, als Nachfolger von David Samuel Daniel Wyttenbach, Professor für praktische Theologie an der Hohen Schule in Bern; 1774 erfolgte, als Nachfolger von Johann Jakob Salchli (1694–1774) seine Ernennung zum ersten Professor mit dem zusätzlichen Lehrstuhl der didaktischen Theologie, bis er 1796 sein Amt aus Altersgründen niederlegte.
Von 1765 bis 1768 und von 1787 bis 1790 war er Rektor der Hohen Schule und überwachte als oberster Zensor die Buchproduktion.
Seine Lehrtätigkeit wurde in der Zeit von 1761 bis 1773 durch eine Tätigkeit als Vorsteher der Berner Lateinschule unterbrochen.

### Wirken als Kirchenmusiker
Durch seine Schrift Neue metrische Uebersetzung der Psalmen, nach der alten Melodie zum Gebrauche der Kirchen, in der er das Versmass mit den Goudimel’schen Melodien nach der Bearbeitung von Johann Ulrich Sultzberger (1638–1701) verband, machte er sich besonders verdient. Nach der Veröffentlichung wurde es in Gebrauch genommen, nachdem sich die Kirche bis dahin der Bearbeitung der Psalmen nach Ambrosius Lobwasser bedient hatte. Sein Versmass wurde für gemeinverständlich sowie sprachrein gehalten; es wurde mit den Werken von Johann Jacob Spreng und Johann Andreas Cramer verglichen, an denen sich seine Psalmübertragung orientierte.
1775 war er Herausgeber des Berner Gesangbuchs von 1775.
Das Berner Gesangbuch von 1853 hat 71 Psalmnummern, 41 nach der Stapfer’schen Redaktion, beibehalten, darunter 21 völlig unverändert; ähnlich auch das Schaffhauser Gesangbuch.
Von seinen geistlichen Liedern sind fünf überregional bekannt geworden und stehen in Kirchengesangbüchern des 19. und 20. Jahrhunderts. In das Evangelische Gesangbuch von 1993 wurde eines seiner Lieder aufgenommen; es ist ein Psalmlied mit sieben Strophen, findet sich dort unter Nummer 290, und heisst Nun danket Gott, erhebt und preiset und bezieht sich auf den Psalm 105.

### Theologisches Wirken
Johann Stapfer war einer der letzten Verfechter der alten Orthodoxie und publizierte eine umfangreiche Sammlung von Bekehrungs- und Moralpredigten. In seiner Theologia analytica stellte er systematisch die hauptsächlichsten Glaubenslehren in Form von ausführlichen Predigtdispositionen dar.
Seine siebenbändige Schrift Predigten zeichnet sich durch Einfachheit und Durchsichtigkeit aus; er beeinflusste auch massgeblich seinen Schüler David Müslin bei dessen späteren Predigten. Die Predigten von Johann Stapfer, der ein beliebter Kanzelredner war, erschöpften sein jeweiliges Thema ausführlich; so betrachtete er unter anderem in einer Predigt über den Donner, was den Donner veranlasst haben kann, über Gottes Allmacht, Gerechtigkeit, Güte, Langmut und Geduld und welche Pflichten sich daraus ergeben sollen, wie lebendige Furcht vor Gott, Vertrauen, Demut und Anbetung Gottes, Unterwerfung unter dessen göttlichen Willen, aufrichtige Busse und Glauben an den Heiland, Gebet, Vorbereitung zum Tode und Erinnerung an das jüngste Gericht.

## Mitgliedschaften
- Johann Stapfer war Mitbegründer der in Bern gegründeten Patriotischen Gesellschaft.[11]

## Schriften (Auswahl)
- Predigten. Bern 1761–1781.
- Theologia analytica. Bern 1763.
  - Band 1. Bern 1763.
- Anweisung zu einer wahren und nützlichen Gelehrsamkeit für die akademische Jugend zu Bern. Bern 1768.
- Neues Gebetbuch. Bern 1768.
- Anteil an den Psalmen und Festliedern für den öffentlichen Gottesdienst der Stadt und Landschaft Bern. Bern 1776.
- Neue Predigten. Bern 1776–1781.